# Margaret Stones
Elsie Margaret Stones (Colac, Australia, 28 de agosto de 1920-Melbourne, 26 de diciembre de 2018) fue una ilustradora botánica australiana.

## Biografía
Nació el 28 de agosto de 1920 en Colac, Victoria, Australia. Trabajó como artista principal para Curti's Botanical Magazine de 1950 a 1981 y en 1957 diseñó con flores los sellos postales australianos. En total entre 1958 y 1983 produjo más de cuatrocientas acuarelas para la revista botánica.
Margaret Stones trabajó estrechamente con la botánica también australiana, Winifred Curtis entre 1967 y 1978 ilustrando el libro botánico La Flora Endémica de Tasmania.
En 1976, se encargó de crear una serie de seis acuarelas como parte de la celebración del bicentenario estadounidense de la Universidad Estatal de Luisiana. El alcance del proyecto pronto se amplió, y durante los siguientes catorce años, Stones y un equipo de botánicos de la Universidad, viajaron por todo el estado recolectando especímenes de plantas. Finalmente las doscientas ilustraciones que realizó fueron publicados por el servicio de prensa de la Universidad de Luisiana en 1991 como Flora de Luisiana. Las ilustraciones originales, así como las seleccionadas, se encuentran en las Colecciones Especiales de la Universidad de Luisiana en la Biblioteca Hill Memorial.
Dos géneros de plantas que llevan su nombre: Stonesia y Stonesiella.
Falleció en Epworth, Richmond, Victoria el 26 de diciembre de 2018 en los noventa y ocho años.

## Premios
- 1976 Medalla Veitch de plata
- 1977 Miembro de la Orden del Imperio Británico (MBE).[8]
- 1985 Medalla Veitch de oro por la Real Sociedad de Horticultura.[9]
- 1988 Miembro de la Orden de Australia (AM) por su servicio como ilustradora de especímenes botánicas.[10]